# Simulium costatum
Simulium costatum es una especie de insecto del género Simulium, familia Simuliidae, orden Diptera.
Fue descrita científicamente por Friederichs, 1920.